# Kamil (krater)
Kamil – mały krater uderzeniowy położony w Egipcie, przy granicy z Sudanem.
Wiek krateru nie jest znany; szacuje się, że jest nie większy niż kilka tysięcy lat. Został utworzony przez uderzenie meteorytu żelaznego o średnicy ok. 1,3 m w skały osadowe. Został rozpoznany w 2008 roku na zdjęciach satelitarnych w programie Google Earth.